# رسالة الثمانية
كانت «رسالة الثمانية» رسالة مفتوحة، تم التوقيع عليها من قبل رؤساء وزراء خمسة من الأعضاء الخمسة عشر في الاتحاد الأوروبي آنذاك مع ثلاثة ممثلين رفيعي المستوى لدول وسط أوروبا الذين كانوا سيدخلون الاتحاد في عام 2004، ونشرت في صحيفة وول ستريت جورنال، التايمز اللندنية، وغيرها من الصحف الدولية في 30 يناير 2003 تحت عنوان «أوروبا وأمريكا يجب أن تقف متحدة». وأعربت عن تأييدها غير المباشر لطموح الولايات المتحدة إلى تغيير النظام في العراق في الفترة التي سبقت غزو العراق في عام 2003. وبالنسبة لمعظم المراقبين، فقد أظهرت انقساما كليا داخل الاتحاد الأوروبي فيما يتعلق بالسياسة الخارجية والمواقف تجاه القانون الدولي.
الرسالة «تصور وتكليف» من قبل مايك غونزاليز، في ذلك الوقت كبير المحررين في طبعة وول ستريت جورنال أوروبا.
واتهمت الرسالة، الواردة من قادة الجمهورية التشيكية والدنمارك والمجر وإيطاليا وبولندا والبرتغال وإسبانيا والمملكة المتحدة، صدام حسين بمواصلة تطوير أسلحة الدمار الشامل وحثت مجلس الأمن الدولي على العمل ضد هذا التهديد. ولم يكن مضمون البيان مثيرا للجدل، حيث قالت إنه لا ينبغي السماح لصدام حسين بانتهاك قرارات الأمم المتحدة، ولكن تم تفسير استبعاد عشرة من أعضاء الاتحاد الأوروبي الخمسة عشر على أنه إشارة إلى انقسام عميق وصعوبة تنفيذ السياسة الخارجية والأمنية المشتركة للاتحاد الأوروبي.
الرسالة في 6 فبراير تبعتها رسالة فيلنيوس، إعلان أكثر صراحة لدعم موقف الولايات المتحدة من مجموعة فيلنيوس المكونة من إستونيا ولاتفيا وليتوانيا وسلوفاكيا وسلوفينيا وكرواتيا وألبانيا وجمهورية مقدونيا ورومانيا، وعضو في مجلس الأمن الدولي، بلغاريا.

## الموقعون على «رسالة الثمانية»
- خوسيه ماريا أثنار[1]
- دوراو باروسو[1]
- سيلفيو برلسكوني[1]
- توني بلير[1]
- فاتسلاف هافيل[1]
- بيتر ماداشي[1]
- يزيك ميلر[1]
- أندرس فوغ راسموسن[1]

## وصلات خارجية
- نص الرسالة بكامله